# Deutschsprachige Gegenwartsprosa seit 1970
Die Deutschsprachige Gegenwartsprosa seit 1970 ist eine Monografie von Irmgard Scheitler aus dem Jahr 2001, die ihren Gegenstand in dreifacher Perspektive darstellt: in einer Theorie der wichtigsten Schreibtraditionen, einer kurzen Geschichte der Prosa von 1945 bis zum Ende der 1990er Jahre und in einer Übersicht nach Gattungen und Themen. Dieses Handbuch soll „ein Wegweiser durch das Dickicht der neuen deutschsprachigen Prosa“, eine Orientierungshilfe für Leser sein, die auf neue Leseerlebnisse hoffen. Das Potenzial hierfür sieht Scheitler weniger in avantgardistischen Experimenten und mehr in den Werken eines neuen Erzählens. 

## Übersicht
Die Gegenwartsprosa wird „um der schärferen Konturierung willen“ vom Standpunkt des realistischen Erzählens der Vergangenheit betrachtet und die von dieser Folie abweichenden Merkmale der modernen Literatur – oft distanzierend  – hervorgehoben. Noch im Realismus hätten Autor und Leser die weitgehend gleichen Werte besessen, aber die Welterfahrung der Moderne sei durch Pluralität und daher durch unverbindliche Weltmodelle gekennzeichnet. Diese grundsätzliche Lage präge seit bald 100 Jahren und vor allem nach 1945 die Gegenwartsprosa, in der sich einerseits das „end of fiction“ bis hin zu sperrigen und unlesbaren Wortkonstrukten einer autistischen Avantgarde, andererseits aber auch ein Neues Erzählen für Welthaltigkeit und gesellschaftliche Verantwortung entwickelte. Das Handbuch beschließt ein umfangreicher Anhang mit Begriffsklärungen, Abkürzungen, Literaturangaben und einem Register.

## Erzähltheorie der Gegenwartsprosa
Der einleitende erste Teil liefere eine „kleine Theorie der Gegenwartsprosa“,  die die epische Illusion wegen ihres Zweifels an der Verlässlichkeit der Realität und an der Berechtigung der Leserverführung beende. Daher ihr Widerwille gegen erfundene Geschichten und geschlossene Romane. Sie verabschiede sich zum Beispiel von der „Welthaltigkeit“ oder Referenz auf die Außenwelt und arbeite stattdessen mit dem Bewusstseinsstrom und offenen Enden. Oder sie betone genau diese Welthaltigkeit, aber durch Wahrheitssignale wie Bildmaterial, Zeitungsausschnitte, Fußnoten, Referenzen auf andere Werke, reale Personen, Orte und Ereignisse und gebe damit Fiktion als Faktum aus, „was der Leser aufgrund seiner Leseerfahrung (…) als ´Tarnung´ zu dechiffrieren“ wisse. Nicht weniger illusionserschwerend seien Untertitel wie „Roman“, Hinweise auf narrative Alternativen und rhetorische „Werkstattgespräche“. Sofern sich illusionsstützende und fiktionsstörende Hinweise abwechseln, entstehe ein „Fiktionsrelief“, das den Leser irritiere und ihm ein eigenes Urteil über den „ontologischen Status“ der Erzählung abfordere.
In der realistischen Erzählung wirkten die Struktur und ihre Teile durch Akzente der Sinngebung des Ganzen zusammen, in der Gegenwartsprosa reduziere die Unsicherheit der Welt die Möglichkeit eines die Episoden übergreifenden Sinnes; der Text vermittle seine  Botschaften nur noch in seiner Struktur: Das Wie und das Was seien nicht zu trennen. Traditionell seien Fabeln linear erzählt und früher mit Anfang, Mitte und Schluss den Erwartungen der Leser entsprechend konstruiert worden. Das habe logische Zumutungen für den Leser vermieden, während in der Gegenwartsprosa die Fabeln inkonsistent und undurchschaubar seien wie die Welt. Die Struktur der Prosa verliere Linearität, Finalität und ihre Gliederung in Sinnschritte und in der Struktur, im „Kosmos eines Romans“ und der von ihm bewirkten Verunsicherung des Lesers liege die Botschaft, mit der er sich abfinden müsse. (Würde die Inkonsistenz einer Fabel aber mit dem Wirrwarr der Welt begründet, würde die Abbildfunktion von Literatur durch die Hintertür wieder eingeführt.)
Gegenwartsprosa verabschiede sich vom allwissenden Erzähler und seiner Sympathielenkung, arbeite stattdessen mit einer Fülle von Perspektiven und ihrem Wechsel. Eine einzelne Instanz im Besitz der Geschichte gebe es nicht mehr und in dieser Verunsicherung distanziere sich der Erzähler auch von sich selbst – seine Identität sei immer „unfertig“. Dem schwankenden Charakter des Erzählers entsprechen die weniger „runden“ und eher „flachen Charaktere“ der Figuren, von denen ebenso wenig zu sagen sei, wie von der Beschaffenheit der Welt.
Die Experimente der Inkohärenz in der Konstruktion, Kombination, Segmentierung, bei Tempus und Sprache suchten nach Ausdrucksmöglichkeiten jenseits aller Traditionen und überfordern damit teilweise auch die Rezipienten, wodurch Lesen zu einem Thema von Spezialisten werde. Dazu gehöre auch das Spiel mit Autorreferenzen wie zum Beispiel anachronistischem Verhalten und Selbstkorrekturen. Während „die herkömmliche Narratologie (…) mit dem Erzähltempus Präteritum“ arbeite, verwende die Gegenwartsprosa das Präsens als „Leittempus“. Damit werde auf eine noch schwebende Entwicklung, auf Unfertigkeit und Offenheit der Welt für weitere Erschütterungen verwiesen. Der Leser habe keinen festen Bezugspunkt mehr und könne sich auf die fiktive Welt nicht mehr verlassen. Das Verständnis auch disparater Teile und des Ganzen geschehe in dem bekannten Kreislauf, im Wechselschritt auf dem Boden der Materialhinweise, was weniger ein „finden“ als ein „erfinden“, ein konstruieren sei – der Leser werde zur „sinnstiftenden Mitarbeit“ und „als Ko-Autor gefordert.“
Die Gattungserwartungen der Leser an historische, Künstler-, Reiseroman und andere Romangattungen würden in der Gegenwartsprosa intensiv genutzt und ironisch umspielt. In der Erfüllung und Verweigerung dieser Erwartungen bestehe ein Reiz der Lektüre und führe dem Leser vor allem bei der Nichterfüllung seine Manipulierbarkeit vor Augen.

## Kurze Geschichte der Gegenwartsprosa
Bevor Scheitler insgesamt vierzehn Themengruppen bzw. Genres der Gegenwartsprosa beschreibt, fasst sie in ihrer zweiten Einleitung auf 20 Seiten die Geschichte der Gegenwartsprosa seit 1945 zusammen. Diese entwickle ihre Themen und Trends im Zusammenhang mit der sozialen und politischen Geschichte der beiden später wiedervereinigten Teile Deutschlands. Die Politisierung der literarischen Intelligenz in den 1960er Jahren habe die Gruppe 47 zerbrochen und zunächst „zu einer Literatur des Engagements für die Öffentlichkeit“ geführt. Als unter dem Einfluss des RAF-Terrors „der Rückhalt der Linken in der Gesellschaft dahinschwand“, wurde wieder mehr erzählt als agitiert, obgleich die Auseinandersetzung um die atomare Nachrüstung den Erzählungen den Stempel der „Endzeitstimmung“ aufdrückte und das „unzusammenhängende Schreiben“ von Collagen, die „Schnipseltechnik“, das „passantische Schreiben“ verbreitete. Diese Unterschiede befeuerten „bereits um die Mitte der 80er Jahre jene Debatte um den Wert des Erzählens“, in der sich erzählende „Aufklärer“ und postmoderne Avantgarde mit ihren kleinen Auflagen gegenüberstanden. Die gewollt antipopulären Avantgardespiele der Literatur zu entschlüsseln sei für Leser eine minderinteressante Aufgabe, zumal diese oft nur „Langeweile, Leere, die nicht nur vorhanden sind, sondern zelebriert werden“, zu entdecken hatten.
Obgleich Hans Magnus Enzensberger 1968 den „Tod der Literatur“ aus politischen Gründen und Wolfgang Hildesheimer 1976 „The End of Fiction“ aus ästhetischen Gründen proklamierten, gab es immer wieder Strömungen des Erzählens, die sich sogar seit den späten 90er Jahren verfestigten. Aber diese normative bzw. ästhetische Offenheit mache es heute nicht nur den Literaten, sondern auch den Kritikern schwer, Kriterien guter Literatur zu entwickeln. Das aber wirke sich einschneidend auf den Literaturbetrieb aus: „Die bedrängendste Frage scheint gegenwärtig zu sein: Wie kommen wir zu einer Literatur, die gekauft und gelesen wird?“

## Themengruppen der Gegenwartsprosa
Scheitler beschreibt insgesamt vierzehn Themengruppen bzw. Genres der Gegenwartsprosa, denen sie jeweils zwischen zehn (experimentelle und erzählfreie Prosa) und dreiundzwanzig Seiten (Dokumentarismus, Besonderheiten deutschsprachiger Literaturen) widmet. Neben den genrespezifischen Schreibtraditionen, den Themen und der Handhabung der narrativen Kategorien werden in den Kapiteln stets Werke verschiedener Autoren eines Genres ausführlich analysiert.

### Realismus
Nach 1945 wurde der literarische Realismus in Ost- und Westdeutschland als Heilmittel angesehen – in der DDR in Form des „sozialistischen Realismus“ für den Aufbau einer neuen Gesellschaft, in der BRD aus Sorge um die Popularität von Literatur und um den Leser. Für Autoren eines neuen Erzählens waren Unterhaltung und Lesevergnügen kein Manko der Literatur und wie in der DDR Herman Kants Die Aula ihre Leser fand und diese unterhielt, so in der BRD zum Beispiel die Werke von Max von der Grün, Gerd Fuchs, Uwe Timm, Helmut Heißenbüttel, Dieter Wellershoff, Maxim Biller und Josef Haslinger, die aber auch an die Grenzen der Inselhaftigkeit und Individualität aller Erfahrung stießen.

### Dokumentarismus
Die Skepsis gegenüber erfundenen Geschichten führte auch zum Dokumentarismus, der in der Verarbeitung von Dokumenten mehr „Wahrheiten aus erster Hand“ liefern und „authentisches Leben“ einfangen wollte. Neben anderen suchten Erika Runge, Alexander Kluge, Heinrich Böll, Peter Schneider, Günter Wallraff und Walter Kempowski einen unmittelbareren Bezug zur gesellschaftlichen Wirklichkeit und nutzten verschiedene Formen von Dokumenten und Quellen zur Untermauerung ihrer politischen Ansprüche.

### Neue Subjektivität
Mit der Auflösung der Studentenbewegung Anfang der 1970er Jahre verbreitete sich eine bisher durch die Politisierung verdrängte Arbeit an Liebes- und Partnerbeziehungen. Den Autoren der neuen Subjektivität ging es im Zeitraum von vor 1968 bis nach 1980 um „Schicksalsbewältigung oder doch Schicksalsdarstellung. (…) Egozentrik, Beziehungsarmut, Einsamkeit, Scheitern, Krankheit, Wahnsinn, letztlich Tod – auffallend viele Autoren widmen sich diesen Themen. (…) Es sind ja alles Geschichten von Scheiternden, Gescheiterten, Verlustgeschichten, Zerfallsgeschichten“. Wichtige Autoren waren Karin Struck, Peter Schneider, Nicolas Born, Peter Handke, Christa Wolf, Gerlind Reinshagen und Martin Walser. Die jüngste Autorengeneration seit den 90er Jahren konnte aber mit dieser Gefühligkeit nichts mehr anfangen.

### Autobiografische Literatur
Autoren autobiografischer Literatur schreiben über immerhin kleinere Lebensabschnitte und implizieren mit dem Genre sowohl eine Aufwertung des Erzählens als auch des Authentischen. Die Autobiografien der 1970er Jahre setzen sich aber von traditionellen Biografien ab, indem sie kürzere Lebensausschnitte in lockerer Verbindung, raum-zeitlich, intentional oder kausal wenig verknüpft, von wechselnden Erzählern präsentieren lassen und das Erzählte, das Faktengewicht wieder vermindernd, als „Erzählung“ oder „Roman“ etikettieren. Das Qualitätskriterium des Genres bleibt die Überwindung der Egozentrik, des bloß Subjektiven und Privaten durch Bedeutsamkeit. Wichtige Autoren sind zum Beispiel Thomas Bernhard, Max Frisch, Christa Wolf, Peter Härtling, Elias Canetti und Stephan Hermlin – bei letzterem wurden wichtige Abweichungen von seinen Lebensdaten festgestellt, ein Verstoß des mit der Gattung gegebenen Autor-Leser-Pakts, der zur Wahrhaftigkeit verpflichtet.

### Biografie
Eine Biografie bietet Autoren wie zum Beispiel Peter Härtling, Dieter Kühn, Adolf Muschg, Wolfgang Hildesheimer und Karin Reschke die scheinbare Erleichterung, nicht erfinden zu müssen und sich auf Fakten stützen zu können, aber das mit dem Genre gegebene Versprechen der Faktizität einzuhalten wird durch die zeitliche Entfernung und die oft spärlichen Daten eingeschränkt. Objekte von Biografien wurden sensible Autoren oder Gescheiterte wie zum Beispiel Hölderlin, Lenau, Kleist, Günderrode, Schumann, Keller und Henriette Vogel.
Der Grundwiderspruch dieses Ansatzes kann von den meisten Autoren nicht gelöst werden: Wenn die chaotische, durch Zufälle bestimmte Welt einen Sinn nicht mehr zulässt, wie kann ein Autor einen anderen Menschen dann verstehen, sinnstrukturierte Lebenspläne entdecken und Wahrheiten über ihn schreiben? Daher werden Biografien mehr oder weniger offen doch zu einer nur faktenorientierten Fiktion. Konsequent radikal daher Wolfgang Hildesheimers fiktive Biografie seiner erfundenen Figur „Marbot“ und Karin Reschkes Psychografie der Henriette Vogel.

### Mythos
Mythen, diese Erzählungen von den das menschliche Leben bestimmenden außermenschlichen Kräften und ihren sich seit Urzeiten wiederholenden Konstellationen, gelten als nicht „erfunden“, sondern als „empfangen“, wodurch manche Autoren sich weniger als Dichter denn als Seher fühlen. Als eine Form des zur Sprache Bringens des sprachlos Machenden, Überwältigenden bieten sie eine Katharsis vom Entsetzen. „Mythos ist die ´Depotenzierung dessen, was ängstigt´.“ Es entspricht der Logik dieses Genres, dass die erzählende Stimme sich der Autorität eines allwissenden Erzählers, also der Wiederbelebung eines konservativen Ideals bedient.
Vom Ende der 1970er bis zum Anfang der 1990er Jahre tritt das Mythische in der Gegenwartsprosa in zwei Varianten auf: In der Aufwertung, Entrückung eigener Erfahrungen als „Privatoffenbarungen“ in einen gleichsam religiösen Bereich  und im „umschaffenden Nacherzählen“ vorgeformter Mythen, die in der zeitenthobenen Folie Gegenwartsthemen verhandeln. Ausführlich untersucht Scheitler die Beiträge Peter Handkes, dann auch Franz Fühmanns, Christa Wolfs, Christoph Ransmayrs, Gerd-Peter Eigners und Robert Schneiders zu diesem Genre.

### Vergangenheitsbewältigung
In der Literatur der Vergangenheitsbewältigung von Nationalsozialismus und Kommunismus in Deutschland dominieren zwei Intentionen, die Erzählung aus Opfersicht und die Untersuchung des Verhaltens und der Motive der „kleinen Leute“. Dem Doppelziel von Verständnis und Wiederholungsverhinderung entspricht der Anfang von Christa Wolfs Kindheitsmuster: „Das Vergangene ist nicht tot, es ist nicht einmal vergangen.“ Entscheidend für die Erfüllung der Erwartungen ist die Tiefe der Charaktere und ihre Komplexität, die Reife der Schuldklärung und ein demokratischer Standpunkt. Das haben neben anderen Autoren auch Günter Grass, Christa Wolf, Uwe Johnson, Jurek Becker, Christoph Hein, Thomas Bernhard, Gerlind Reinshagen und Monika Maron in ihren Werken versucht.

### Generationenliteratur
In einem Produktionsschub mit dem Höhepunkt der Jahre 1977–1981 verbreitet sich in der Generationenliteratur die Auseinandersetzung der erwachsenen Kinder mit ihren Müttern und Vätern. Themen sind deren Verstrickung in den Faschismus und die Jahrzehnte der späteren Leugnung, die autoritäre Erziehung und die familiäre Versteinerung. Eine den Grundton dieses Genres bestimmende Schwäche ist ein Mangel an anderen Quellen als der Leidenserinnerung der Autoren. Hauptverursacher der Lebensprobleme der Erzählstimmen sind Vater und/oder Mutter, die oft als allmächtige Popanze imaginiert werden. In den meisten Fällen entsteht so nur eine nachgetragene Abrechnungsliteratur in „depressiver Selbstbezogenheit, kindlicher Klage und düsterem Autismus“ mit einer Tendenz zur Weinerlichkeit und Selbstgerechtigkeit.

### Frauenliteratur
Im Zerfall der 68er-Bewegung rückte mit der Frauenliteratur seit den frühen 1970er Jahren ein weiteres, bisher verdrängtes Thema in den Vordergrund. Diese Literatur ist vor allem von Frauen, „besonders solche, die sich kritisch mit der Erfahrung von Frauen auseinandersetzt.“ Aber diese Definition wird der Offenheit des Genres kaum gerecht: „Frauenliteratur ist nicht gleich feministischer Literatur. (…) So ist zweifellos Der Butt von Günter Grass ein feministisches Buch.“ Und Christa Wolfs Kassandra sei sehr stark von Männern rezipiert worden. Auch sei bisher der intensiv gesuchte weibliche Stil in der Literatur und eine spezifische Frauensprache, eine „Poetik der Entkolonialisierung“ noch nicht ge- oder erfunden geworden.
In einer ersten Phase habe die Mythologisierung des weiblichen Körpers und die Destruktion des Männlichen dominiert; dann, nach Einsicht in die „Wertlosigkeit der Aggression“ und die Grenzen des Biologismus, wurden in einer zweiten Phase „historische Ausformungen des Weiblichen“ untersucht; nach dieser Erweiterung der Perspektiven löste sich die Literatur in einer dritten Phase auch vom Klischee der Konnotierung des Weiblichen und Männlichen als positiv und negativ.
Beispielhaft werden Werke von Karin Struck, Verena Stefan, Christa Reinig, Ingeborg Drewitz, Elisabeth Plessen, Angelika Mechtel, Anne Duden, Brigitte Kronauer und Marlene Streeruwitz analysiert.

### Körper
Der Körper als Objekt des Schreibens gewinnt in den 80er und 90er Jahren nicht nur in homoerotischen Kreisen eine neue Relevanz. Wie die Autorinnen der Frauenliteratur, befreit von dogmatischen, männergelenkten politischen Gruppen der sich auflösenden Studentenbewegung, wird die Subjektivität weiblicher und männlicher Körpererfahrungen zum Motiv, zur Quelle und zum Vorbild einer Reihe von Autoren.
Nicht der Kosmos komplizierter menschlicher Psychen und ihrer Gefühle, nicht eine komplexe Fabel, sondern der menschliche Körper, sein Aussehen und seine Funktion wird das wichtigste Thema. Statt Freud und seiner Seeleninszenierung dominiert nun die „medizinisch-anatomische Obsession“. Komplexe Realität wird zur sinnlich-dinglich verstandenen Körperlichkeit in allen Facetten seiner Oberfläche: Von der Berührung über die systematische und sexuelle Stimulierung, über die Anwendung von Gewalt und das lustvolle Leiden an ihr bis zum „Aufbrechen“ von Körpern im Mord reicht das Spektrum. Der hohe Rang der Subjektivität, die Skepsis gegenüber der Fiktion und eine Art subjektiver Materialismus sowie Lust an der Provokation verbinden sich: Beschreiben der Körperoberflächen und ihrer Zerstörung im Sadomasochismus wird „Textejakulation“. Diesem Körperfaszinosum werden Individualität und Gefühle, soziale Beziehungen und Ethik geopfert. In der Verbindung von Leid, Ekstase und narzisstischer Fokussierung entstehen sogar religiöse Anspielungen.
Obgleich die Autoren Schreiben als Protest, als Rückeroberung eines verlorenen Terrains erleben und Tabus aufs Äußerste verletzen, versuchen  sie in ihrer „körperbezogenen Schreibweise“ konservativ mimetisch Körperfunktionen sprachlich nachzubilden oder zu imitieren: „Grammatik, Syntax und vor allem Interpunktion werden vernachlässigt zugunsten von ungehindertem ´Herauslassen´ des Textes. Mit alledem soll die Sprachproduktion in die Nähe von körperlicher Produktion (Aderlass, Samenerguss) gerückt und von intellektuellem Überbau befreit werden (…) Bisweilen versucht sich der Text in rhythmischer Nachahmung: Herzrhythmusstörungen erscheinen in Form von Textfetzen, die durch ´…´ unterbrochen sind.“
Als wichtige Autoren dieses Genres analysiert Scheitler einzelne Werke von Marcel Beyer, Rolf Dieter Brinkmann, Michael Kleeberg, Christoph Geiser, Bodo Kirchhoff und Thomas Hettche.

### Weitere Themenkreise
Abschließend widmet sich Scheitler der Experimentellen und erzählfreien Prosa, den Besonderheiten der Literaturen in der DDR, Schweiz und Österreich, dem Deutschlandbild des geteilten Landes und der Literatur der Wiedervereinigung.